# Axel Møller (jurist)
 Der er flere personer med dette navn, se Axel Møller.
Niels Frederik Axel Møller (født 14. januar 1873 i Nysted, død 6. november 1937) var en dansk retslærd.
Møller blev student 1891, cand. jur. 1899, samme år herredsfuldmægtig i Nakskov, senere i Hanherrederne, 1903 assistent i Sø- og Handelsretten, Dr. jur. 1914, docent ved universitetet samme år, 1916 ordentlig professor sammesteds. Foruden forskellige afhandlinger og anmeldelser i Ugeskrift for Retsvæsen og andet har han skrevet doktordisputatsen Erstatningsansvaret ved Skibssammenstød. Første Del. Erstatningsreglerne (1914), hvis anden del (1915) omhandler den internationale privatret og proces, 1918—20 og 1924—29 var Møller medlem af Folketinget, hvor han tilhørte det Konservative Folkeparti, 1921 medlem af det kirkelige udvalg. Møllers forfattervirksomhed bærer helt igennem vidnesbyrd om hans sikre og bestemte jugement og praktiske sans, som retsforsker er han i det hele mere engelsk end tysk præget. Blandt han senere arbejder mærkes: 2. udgave af Ludvig August Grundtvigs Kort Fremstilling af den danske Søret til Brug ved Forelæsninger (1922) og Folkeretten i Fredstid og Krigstid, I (1925).